# Look Both Ways
Look Both Ways (bra: Como Seria se...?; prt: Dois Caminhos) é um filme americano de comédia romântica e drama de 2022, dirigido por Wanuri Kahiu e escrito por April Prosser. É estrelado por Lili Reinhart, Luke Wilson, Andrea Savage, Aisha Dee, Danny Ramirez, David Corenswet e Nia Long. O filme foi lançado em 17 de agosto de 2022, na Netflix.

## Enredo
Durante seu último ano na Universidade do Texas, Natalie faz sexo com seu amigo Gabe, com ambos concordando em não "tornar isso um grande problema". Algumas semanas depois, na noite da formatura, Natalie passa mal e sua melhor amiga Cara compra testes de gravidez. Quando Natalie os usa, sua vida se divide em duas realidades paralelas com base no resultado.
Na realidade em que o teste de Natalie é positivo, ela volta para casa com sua mãe e seu pai, que não estão nem um pouco entusiasmados e nem um pouco impressionados com o status de Gabe como um aspirante a músico. Eles encorajam Natalie a continuar perseguindo sua carreira dos sonhos na animação enquanto ela luta com a percepção de que se tornará mãe.
Na realidade em que seu teste dá negativo, ela se muda para Los Angeles com Cara e elas começam a construir e começar suas carreiras. Natalie se candidata a assistente da animadora Lucy Galloway. Depois de ansiar pelo emprego, ela recebe uma oferta e forma um forte vínculo com seu colega Jake. Eles se encorajam a seguir seus sonhos, com ele desejando ser um produtor de cinema de sucesso.
Na realidade da gravidez, Natalie e Gabe encaram o desafio de serem pais quando sua filha Rosie nasce. Ele quer que eles morem com ele, mas Natalie não concorda e diz a ele para sair e namorar, embora mais tarde ela pareça arrependida de sua decisão em uma conversa com Cara. Gabe começa um relacionamento com uma mulher chamada Miranda, deixando Natalie desconfortável. Quando Natalie visita Cara e sua namorada em Los Angeles, ela recebe um telefonema de Rosie dizendo que ela passou a noite com uma estranha. Natalie volta correndo, deixando Cara muito decepcionada, e descobre que Gabe pediu Miranda em casamento. Natalie se joga no seu trabalho na animação.
Na outra realidade em que seu teste deu negativo, Natalie e Jake desenvolvem um forte relacionamento romântico e consideram morar juntos. Isto é, até Jake conseguir um emprego de um ano produzindo na Nova Escócia. Eles tentam à longa distância, mas Natalie descobre que não está funcionando para ela, pois Jake está sempre ocupado com o trabalho. Natalie mostra a Lucy seu portfólio e recebe algumas notas muito críticas, dizendo que seu trabalho não é original. Ela a encoraja a parar para encontrar sua voz, então ela decide seguir firme. Ela volta para casa para o chá de bebê de uma amiga com Cara, sentindo-se um fracasso.
Em ambas as realidades, Natalie teve um avanço na carreira. Ela é aceita no festival de cinema South by Southwest em Austin, onde em uma realidade, ela se senta em um painel de criadores, incluindo Lucy, e discute uma história em quadrinhos inspirada em Rosie, e na outra, seu curta-metragem é exibido.
Na realidade do teste de gravidez negativo, Nat vê a banda de Gabe em um bar, conseguindo falar com ele depois de cinco anos. Mais tarde, ela se surpreende com o fato de Jake ter viajado para ver seu curta-metragem, apesar de arriscar seu emprego com o filme. Lucy vê o curta-metragem de Natalie e a incentiva a trabalharem juntas quando ela retornar a Los Angeles.
Na realidade do teste de gravidez positivo, Natalie e Rosie também assistem à apresentação da banda de Gabe em um bar. Depois, ela pergunta por que Miranda não está no show. Gabe diz a ela que rompeu o noivado porque está apaixonado por ela, não por Miranda.
Em uma realidade, Jake e Natalie caminham pelas ruas, felizes por se reencontrarem. Na outra, Gabe e Natalie têm uma conversa séria sobre como gostariam de desenvolver seu relacionamento. Ambas as realidades convergem quando cada um dos casais passa pela casa da fraternidade de Natalie, onde ela fez o teste de gravidez. Em ambas as realidades, Natalie vai até o banheiro, se olha no espelho e se assegura de que as coisas deram certo antes de ir embora.

## Elenco
- Lili Reinhart como Natalie Bennett
- Danny Ramirez como Gabe
- David Corenswet como Jake
- Aisha Dee como Cara
- Andrea Savage como Tina Bennett
- Luke Wilson como Rick Bennett
- Nia Long como Lucy Galloway
- Elisa Annette como Shay Tenzie
- Amanda Knapic como Miranda
- Jacqueline e Francine Seaman como Rosie

## Produção
Em março de 2021, a Netflix anunciou que o filme, então conhecido como Plus/Minus, seria liderado e produzido por Lili Reinhart. Reinhart já havia sido produtora executiva de Chemical Hearts (2020). Em junho de 2021, Luke Wilson, Andrea Savage, Aisha Dee, Danny Ramirez e David Corenswet foram escalados ao elenco. Em agosto de 2021, Nia Long se juntou ao elenco.
As gravações começaram em 21 de junho de 2021 e terminaram em 8 de agosto de 2021 em Austin, Texas. As gravações também aconteceram em Los Angeles, Califórnia. No início de 2022, as refilmagens do filme foram feitas na Biblioteca Pública de Vancouver, Pacific Coffee Roasters e no restaurante Acquafarina no centro de Vancouver, Colúmbia Britânica.

## Lançamento
O filme foi lançado em 17 de agosto de 2022 na Netflix, com 110 minutos de duração.

## Recepção
No site agregador de críticas Rotten Tomatoes, 62% das 39 resenhas dos críticos são positivas, com uma classificação média de 5,8/10. O Metacritic atribuiu ao filme uma pontuação média ponderada de 49 em 100, com base em 11 críticos, indicando "críticas mistas ou médias".
Courtney Howard, da Variety, disse: "Enquanto as cabeças e os corações dos cineastas estão no lugar certo com seus sentimentos ressonantes sobre assumir riscos e abraçar o destino, sua execução dos fundamentos narrativos se mostra sem brilho." Reubyn Coutinho, da Netflix Junkie, escreveu: Ao não levar o público a uma perspectiva específica, o filme permanece fiel à sua própria proposta e missão, ou seja, fazer com que as pessoas olhem para os dois lados.